# Rhino Entertainment
Rhino Entertainment Company (Ріно Ентертейнмент Кампані) — американський спеціалізований лейбл звукозапису, заснований в 1978 році. Є власністю Warner Music Group.
На початку своєї діяльності, в 1970-ті та 1980-ті роки, Rhino була компанією, яка випускала записи гумористичних пісень, перевидання, а також збірники музики у жанрах поп, рок-н-рол і ритм-н-блюз, які були популярними з 1950-х по 1980-ті роки. Також була відома випуском ретроспектив відомих комічних акторів і музикантів.
Наприкінці 1980-х років Rhino поступово змінила профіль своєї діяльності, почавши в основному спеціалізуватися на перевиданні для домашнього відео (на відеокасетах, а потім на DVD) записів телевізійних програм і серіалів.

## Історія
Rhino створив у 1973 році Річард Фоос як магазин, що торгував звукозаписами, розташовувався на Westwood Boulevard у Лос-Анджелесі.
П'ять років потому, у 1978, Rhino стала дистриб'ютором записів, завдяки зусиллям, які зробив тоді менеджер магазину Гарольд Бронсон.
Першими релізами компанії були в основному гумористичні (англ. novelty, novelty song) записи (їх першим синглом стала пісня Wild Man Fischer's «Go To Rhino Records»)
На початку своєї діяльності Rhino випускала збірники поп-музики, рок-н-ролу та ритм-н-блюзу, які були популярними у період з 1950-х по 1980-ті роки. Була відома випуском ретроспектив відомих комічних акторів і музикантів, таких як Річард Прайор, Стен Фреберг, Том Лерер, Спайк Джонс. Також випускала деякі сингли виконавців у стилі панк-рок. Труднощі з випуском та продажем такої продукції змусили Фооса і Бронсона шукати інші напрями для діяльності лейбла, вони вирішили зайнятися випуском перевидань записів.
Однією з перших угод Rhino в цій області було придбання прав на продукцію лейблу White Whale. До середини 1980-х більшість продукції лейбла було перевиданнями записів, на що купувалися ліцензії у інших компаній. Чудова якість звуку і якісне оформлення упаковки дисків зробили Rhino одним з найшанованіших лейблів що займаються випуском перезаписів; компанія отримувала схвальні відгуки від колекціонерів, шанувальників різних виконавців, а також від істориків, що займалися історією популярної музики.
Rhino швидко увійшла на ринок продажів записів на компакт-дисках, випускаючи велику кількість перевидань записів, які вийшли до початку «ери CD-дисків» в середині 80-х.
Компанія також продовжувала випускати записи нової музики, видаючи релізи як під маркою основного лейблу Rhino, так і дочірніми лейблами, такими як RNA (Rhino New Artists) і Forward. Однак ці записи викликали більше нарікань, ніж інтересу у покупців і критиків. Одним з перших виконавців, нові записи якого випускала Rhino, була група The Twisters, чия популярність в Лос-Анджелесі далеко випереджала кількість продажів їхніх дисків. З цих причин основним напрямком Rhino залишався випуск перевидань, як менш витратний і менш ризикований. Єдиним винятком для нових записів став успіх наприкінці 1986 року пісні Billy Vera & the Beaters «At This Moment», пісні 1981 року, несподівано потрапила на перші місця в чартах журналу Billboard після того як вона прозвучала в 1986 в серіалі телекомпанії NBC «Сімейні узи».
У 1986 Rhino підписала з Capitol Records дистриб'юторську угоду терміном на шість років. У 1989 Rhino і власник Capitol, EMI, уклали угоду про спільне придбання одного з помітних лейблів на ринку Північної Америки, Roulette Records; в результаті Rhino отримала права на випуск для американського ринку усього каталогу записів Roulette, окрім записів джазової музики. Коли контракт на дистрибуцію з Capitol в 1992 році закінчився, Rhino підписала нову дистриб'юторську угоду з лейблом Atlantic Records.
Наприкінці 1980-х років Rhino поступово змінила профіль своєї діяльності, почавши в основному спеціалізуватися на перевиданні(на відеокасетах, а потім на DVD) записів телевізійних програм і серіалів, таких як мультсеріали Трансформери, G. I. Joe, Jem, Південний Парк, серіали Самотній рейнджер, Мій улюблений марсіанин, колекцій телепрограм The World of Sid & Marty Krofft і Mystery Science Theater 3000,
У 1992 р. корпорація Time Warner купила 50 % акцій Rhino; у 1998 р. вона докупила половину компанії, після чого Rhino стала повністю належати Time Warner. Магазин Rhino Records, не був частиною операції з продажу, тому його було закрито в 2005.
У 1999 р. в структурі Rhino з'явилося підрозділ Rhino Handmade, яка займається розповсюдженням обмежених тиражів записів, через вебсайт; всі перевидання, що випускаються Rhino Handmade, виготовляються тиражем не більше 3000 примірників, додаткові додруковування тиражу ніколи не робляться, навіть якщо тираж повністю розпроданий.
Саме завдяки злиттю з Time Warner лейбл впустив ремастерингові видання таких виконавців, як Ерік Бердон, Фанні, Dannii Minogue, The Ramones, The Grateful Dead, Emerson, Lake & Palmer, The Beach Boys, Yes, The Doobie Brothers, The Cars, Chicago, Тому Пакстон, Third Eye Blind, The Doors, War, Spirit of the West і зовсім недавно The Bee Gees.
Також, у розпорядження Rhino потрапили саундтреки, правами на які володів Time Warner, від кінокомпаній MGM (за період до 1986 року) і Warner Bros. (за період до 1950, в додаток до належним WB за період після 1949). У числі випущених Rhino були саундтреки до таких фільмів, як" Віднесені вітром, Чарівник країни Оз, Easter Parade, На північ через північний захід, Касабланка, Кінг-Конг, Доктор Живаго, Супермен і Веселка Финиана.
Rhino также владеет правами на студийные мастер-ленты группы The Monkees и видеосъёмки группы (приобретено у Raybert Productions в 1994), поэтому лейбл выпускал и выпускает видео-записи для домашнего видео и компакт-диски с записями The Monkees.
У 2003 році співзасновники і довгий час керівники компанії Річард Фоос і Гарольд Бронсон пішли з Rhino — як повідомлялося, через розчарування від того, що вже майже неможливо випускати збірники на усе більш конкурентному ринку. Насправді ж причинами їх відходу було остаточне витіснення менеджментом Time Warner їх від управління лейблом, і «реорганізації» роботи персоналу компанії, які вони не могли зупинити. Незабаром після цього Фоос заснував новий лейбл, Shout! Factory, який почав випускати десятки компакт-дисків і відео, згідно з філософією діяльності Rhino на початку 1990-х.
У 2004 Time Warner відділив свої музичні підрозділи, і сьогодні Rhino є частиною  Warner Music Group. Магазин Rhino Records, який не був частиною продажу, був закритий у 2005 році.
На додаток до роботи з архівними записами, лейбл також управляє дистрибуцією (США) та виробництвом (по всьому світу) збірників виконавців, які мають або мали контракти з Warner, включаючи таких музикантів, як Енія, New Order та Chicago.
У червні 2006 було закрито британський підрозділ Warner Strategic Marketing і була створена компанія Rhino Records UK. Цей підрозділ займається двома основними завданнями — виробництвом збірників музики з телевізійних рекламних роликів (наприклад, Pure Garage Rewind Back to the Old School) і випуском матеріалів з каталогу записів у сховищах Warner. Як приклад недавніх вдалих видань можна привести випуск альбому Led Zeppelin «Mothership» (2007) і саундтрека до фільму «Джуно».
Схожими на Rhino за родом діяльності можна назвати такі лейбли, як Collectables Records, Hip-O Records, One Way Records, Beat Goes On Records, Varèse Sarabande, Legacy Recordings (входить у Sony Music), а також Ace Records у Великій Британії і Bear Family в Німеччині.